# Zdzisław Dzedzej
Zdzisław Ryszard Dzedzej (ur. 4 kwietnia 1955 w Koszalinie) – dr hab., polski matematyk.

## Życiorys
Absolwent matematyki Uniwersytetu Gdańskiego (1979 r.) - specjalność matematyka teoretyczna. W latach 80 był członkiem KZ Niezależnego Samorządnego Związku Zawodowego „Solidarność” w Uniwersytecie Gdańskim.
W 1984 uzyskał stopień doktora nauk matematycznych w zakresie matematyki (promotor: Lech Górniewicz). W 2013 zyskał stopień doktora habilitowanego nauk matematycznych na Wydziale Matematyki i Informatyki Uniwersytetu Mikołaja Kopernika.
Obecnie jest profesorem uczelni w Zakładzie Analizy Nieliniowej na Wydziale Fizyki Technicznej i Matematyki Stosowanej Politechniki Gdańskiej.
Żonaty (żona Barbara), ma sześcioro dzieci.

## Publikacje
Jest autorem i współautorem ponad 30 prac naukowych. Opublikował je m.in. w „Topological Methods in Nonlinear Analysis", „Journal of Mathematical Analysis and Applications”, „Journal of Fixed Point Theory and Applications” oraz „Nonlinear Analysis. Theory, Methods & Applications”.